# عقل عملی
در فلسفه، عقل عملی استفاده از عقل برای تصمیم‌گیری در مورد نحوه عمل است و در برابر عقل نظری قرار می‌گیرد. مثلاً دانشمندان برای تصمیم‌گیری در مورد ساخت تلسکوپ از عقل عملی استفاده می‌کنند، اما برای تصمیم‌گیری در مورد اینکه کدام نظریه نور بهتر است، از عقل نظری بهره می‌برند.